# Mareike Sedl
Mareike Sedl (* 1976 in Erfurt) ist eine deutsche Theaterschauspielerin.

## Leben
Sedl arbeitete von 1996 bis 1998 im freien Theaterprojekt Theaterscheune Teutleben in Thüringen mit und absolvierte von 1998 bis 2002 in vier Jahren die Hochschule für Schauspielkunst Ernst Busch in Berlin mit dem Diplom zur Schauspielerin. Von 2001 bis 2010 war sie Ensemblemitglied am Wiener Burgtheater. Anschließend arbeitete sie frei und war von 2012 bis 2015 im Ensemble vom Theater Basel. Seit 2015 ist sie wieder freischaffend, u. a. als Gast am Schauspiel Hannover.
Sedl lebt in München.

## Theaterrollen (Auswahl)
- 2018: Qualityland; Regie: Malte C. Lachmann, Rolle: Kalliope, Vorgesetzte im Rückgabezentrum
- 2017: Ruf der Wildnis; Regie: Clara Weyde
- 2016: Zersplittert; Regie: Thomas Dannemann, Rolle: Fertigungskraft Shanghai
- 2015: Besuch der alten Dame; Regie: Florian Fiedler, Rollen: Alfred Ill, seine Frau, sein Sohn, der Pfarrer
- 2013: Angst; Regie: Volker Lösch; Rolle: Ganapathi Rajamani
- 2013: Beggars Opera; Regie: Tomas Schweigen
- 2010: Krieg und Frieden; Regie: Matthias Hartmann; Rolle: Lisa, Sonja
- 2009: Anonius und Cleopatra; Regie: Stefan Pucher; Rolle: Iras
- 2008: Die Brüder Karamasow; Regie: Nicolas Stemann; Rolle: Chochlakowa
- 2007: Das Haus des Richters; Regie: Niklaus Helbling; Rolle: Phädi
- 2007: MEDEA.Ein Projekt von Grzegorz Jarzyna; Regie: Grzegorz Jarzyna; Rolle: Justin
- 2006: Some Girls; Regie: Dieter Giesing; Rolle: Bobbi
- 2006: Schlaf; Regie: Luc Bondy; Rolle: erste junge Frau
- 2005: Kleinbürger; Regie: Karin Beier; Rolle: Polja
- 2004: Nathan der Weise; Regie: Lukas Hemleb; Rolle: Recha
- 2004: Das goldene Vlies; Regie: Stephan Kimmig; Rolle: Gora
- 2005: Versuchung; Regie: Michael Schöndorf; Rolle: Aixa
- 2003: Hänsel und Gretel; Regie: Wolfgang Wiens; Rolle: Gretel
- 2003: Ödipus auf Kolonos; Regie: Klaus Michael Grüber; Rolle: Ismene
- 2001: Der Jude von Malta; Regie: Peter Zadek; Rolle: Abigail
- 2001: Roberto Zucco; Regie: Klaus Michael Grüber; Rolle: Das Mädchen

## Film
- 2025: Polizeiruf 110: Widerfahrnis (Filmreihe); Regie: Umut Dağ; Rolle: Sarah / Sandra Polzin
- 2021: Am Anschlag – Die Macht der Kränkung (Fernsehserie); Regie: Umut Dağ; Rolle: Rosa
- 2018: Sieben Stunden (Fernsehfilm); Regie: Christian Görlitz, Rolle: Heidi
- 2014: Und Äktschn! (Kinofilm); Regie: Frederick Baker, Rolle: Bewerberin
- 2011: Der Eisenhans (Fernsehfilm); Regie: Manuel Siebenmann; Rolle: Kinderfrau

## Auszeichnungen
- 2025: Deutscher Fernsehkrimipreis in der Kategorie Beste Darstellerin in Polizeiruf 110: Widerfahrnis
- 2001: Nestroy-Theaterpreis in der Kategorie Beste Nachwuchsschauspielerin für Roberto Zucco